# 7892 Мусамурахіґаші
7892 Мусамурахіґаші (7892 Musamurahigashi) — астероїд головного поясу, відкритий 27 листопада 1994 року.
Тіссеранів параметр щодо Юпітера — 3,167.